# Agostino Paradisi
Il conte Agostino Paradisi (Vignola, 25 aprile 1736 – Reggio Emilia, 19 febbraio 1783) è stato un poeta, economista e saggista italiano.

## Biografia

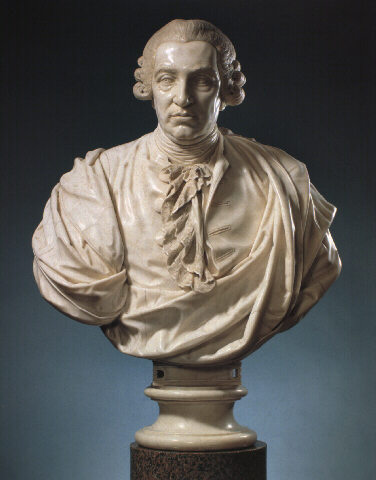
Busto di Agostino Paradisi scolpito da Bartolomeo Cavaceppi, 1780

Agostino era figlio di Gianmaria Paradisi, un abate poi convertito a vita laica nativo di Città di Castello e «capitano di ragione» di Vignola, e di Teresa Gastaldi (o Castaldi) che, rimasta vedova nel 1737, si trasferì con il piccolo Agostino e l'appena nata Francesca Maria a Reggio Emilia, sua città natale, il 14 aprile dello stesso anno. Nei primi anni di vita la famiglia di Paradisi godette di agio economico in virtù dell'importante eredità che Gianmaria aveva ottenuto dallo zio. Il piccolo Agostino fece un viaggio a Genova e forse un altro a Roma e Napoli, finché, giunto a dieci anni di età, fu iscritto allo scolopio Collegio Nazareno di Roma. Studiò presso il Collegio Nazareno dal 1746 al 1753, anno in cui fu richiamato dalla madre a Reggio Emilia. Lì continuò gli studi di latino, italiano, francese, inglese e greco e iniziò ad interessarsi alla poesia, alla prosa e agli studi scientifici e storici. Per questi motivi seppur molto giovane divenne membro dell'Accademia.
Viaggiò molto tra Venezia, Genova e in particolare Bologna, dove si dedicò alla scrittura di testi teatrali e a traduzioni dal francese assieme a Francesco Albergati. Quando morì l'abate Pellegrino Salandri, segretario perpetuo della Reale Accademia di Mantova nel mese di agosto 1771, Paradisi ne divenne il successore su nomina dell'allora ministro plenipotenziario della Lombardia Austriaca, il conte Carlo Giuseppe di Firmian, noto per la sua attività di mecenate. Paradisi era stato invitato poco prima a diventare segretario dell'Accademia delle Belle Arti di Parma, ma vi rinunciò per onorare la richiesta di Firmian.

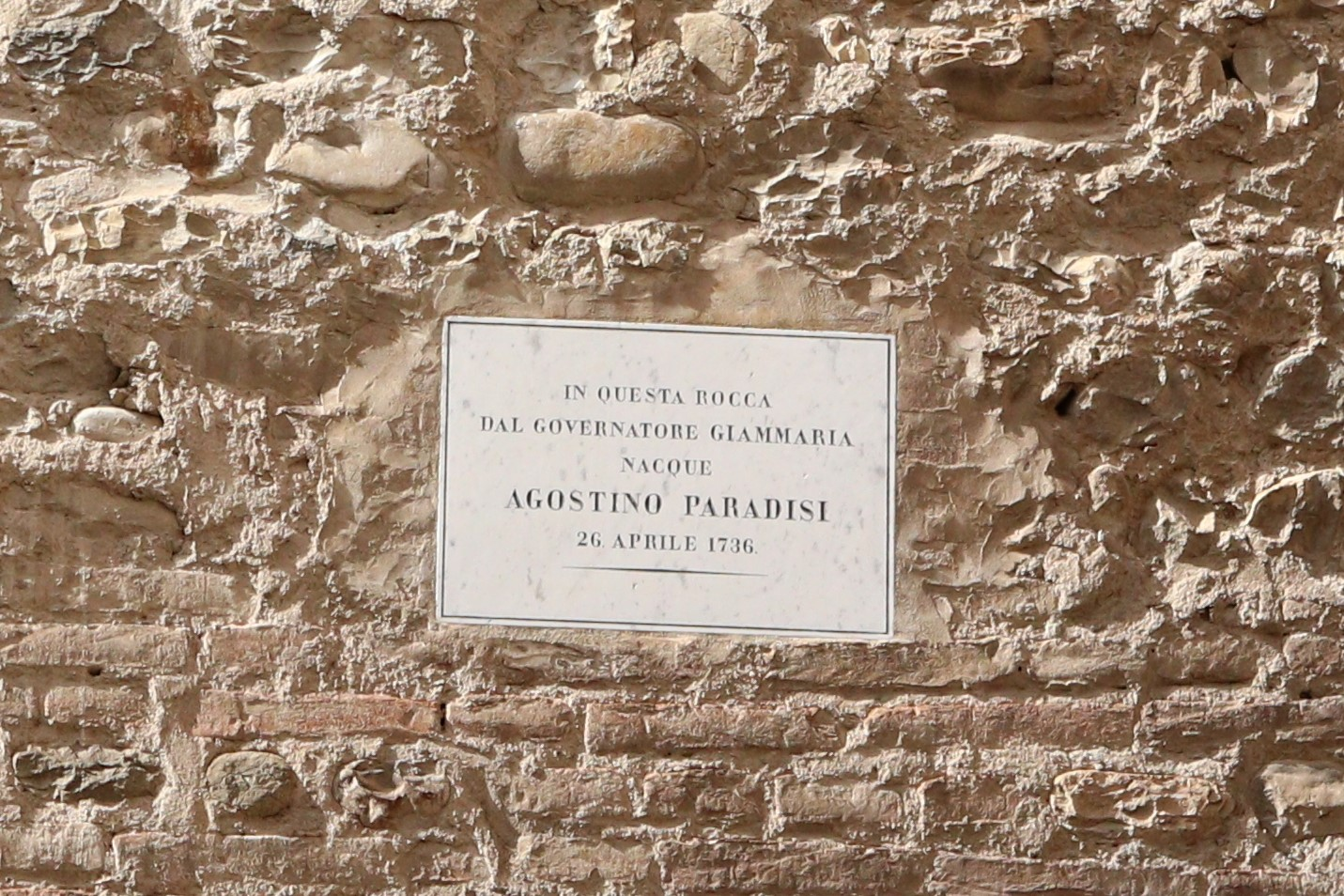
Lapide ad Agostino Paradisi nel cortile interno della Rocca di Vignola

Il duca Francesco III d'Este, che verso la fine del 1772 aveva completato la ristrutturazione dell'Università di Modena, richiamò Paradisi per nominarlo presidente della «classe delle belle lettere» e assegnargli la cattedra di Economia Civile. Fu lo stesso Paradisi a tenere il discorso inaugurale dell'ateneo, pronunciando l’Orazione ed l'Elogio del conte Raimondo Montecuccoli che furono poi pubblicati. Ercole III, duca di Modena, riformò il ducato prendendo spunto dalle sue Lezioni di Economia Civile, raccolte in manoscritto ma mai pubblicate. Rimase a Modena per otto anni; alla fine del 1780 lasciò la cattedra e tornò a Reggio Emilia dove divenne presidente dell'Università e ministro della suprema giurisdizione. Morì all'età di 47 anni il 19 febbraio 1783 per un edema toracico. L'eredità letteraria fu raccolta dal figlio Giovanni, che fu un autore molto apprezzato.

## Opere
Agostino Paradisi fu un autore molto prolifico sia in prosa che in poesia, e si occupò di lettere, scienze, belle arti, filosofia ed economia.
- Delle incongruenze che obbligano a discostarsi da Tolomeo
- Dissertazione se il sistema del signor Descartes possa soddisfare alle leggi dell'astronomia, o se abbia ripugnanza con esse, 1754, pubblicato all'età di 18 anni.
- Se l'attrazione newtoniana esista, ed esistendo sia causa o fenomeno, 1754
- Qual fosse l'origine del popolo americano
- Sopra i costumi dei selvaggi americani
- Versi sciolti, Bologna, Giuseppe Taruffi, 1762, pubblicato all'età di 26 anni.
- Scelta di alcune eccellenti tragedie francesi tradotte in verso sciolto, Liegi (Modena, 1764)
- Esame dello stato politico del secolo decimoquinto
- Saggio sopra le città libere dell'Italia
- Storia dell'impero occidentale particolarmente riguardo alle cose d'Italia
- Epistola... sopra lo stato presente delle scienze e delle arti in italia, 1767
- Saggio metafisico sopra l'Entusiasmo nelle Belle Arti, 1769, in Estratto della letteratura europea per l'anno 1769, tomo 3, pag. 544
- Orazione nel solenne aprimento dell'Università di Modena, ecc. Modena, 1772; ripubblicato in francese a Torino l'anno successivo.
- Elogio del principe Raimondo Montecuccoli con note, Bologna, 1776; ripubblicato in Elogi Italiani, tomo 6, Venezia, 1782
- Parere economico sopra la causa de'reverendi parochi della Garfagnana, Modena, 1775
- Epistola ai signori Compilatori della Minerva sopra un'Epistola francese scritta in biasimo dell'Italia, inserita nel Giornale Veneto sotto il titolo di Minerva, num. 44, art. 8; rielaborata e ripubblicata due anni dopo come Sopra lo stato presente delle scienze e delle arti in Italia, ecc., Venezia, 1767.